# Yümüktepe

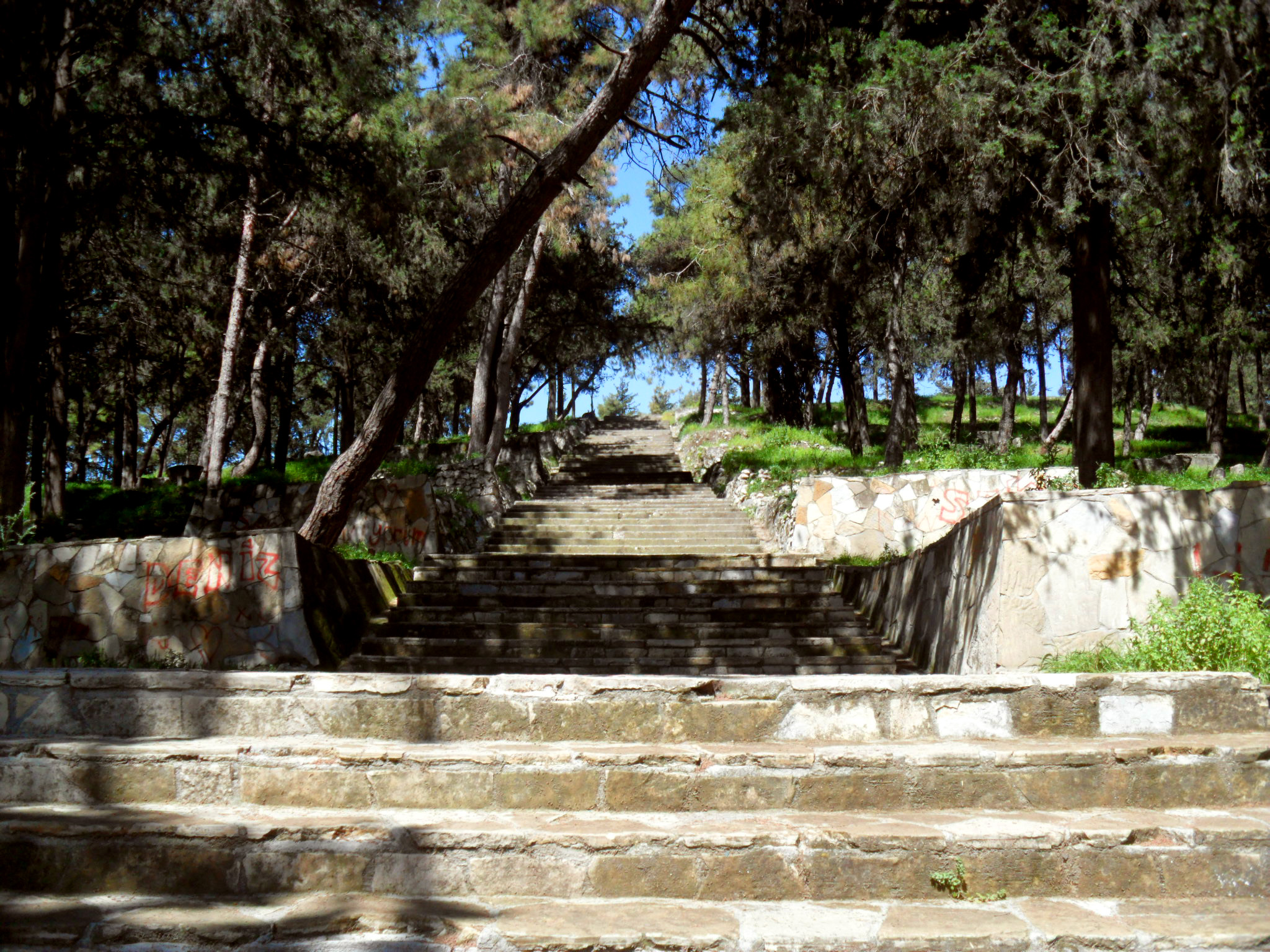
Část areálu má podobu parku. Do ní jsou zakomponované základy dávných domů.

Yümüktepe je název pro mohylu, která se nachází západně od středu města Mersinu v jižním Turecku. Původně stála za hranicemi města, díky šíření jednoho z klíčových tureckých přístavních měst ji však dnes obklopuje místní část Toroslar. Jedná se o významnou archeologickou lokalitu. V současné době je vrchol zalesněný a pozůstatky budov jsou zde odkryté.

## Archeologický průzkum
V letech 1936 až 1938 zde britský archeolog John Garstgang provedl rozsáhlé archeologické práce. Objevil pozůstatky osady z doby mladší doby kamenné, která nejspíše přežila svoji existenci až do doby středověku. Jeho rozsáhlé práce přerušila druhá světová válka, část zjištění z lokality bylo navíc zničeno při náletech na Liverpool během války. Po skončení konfliktu Garstanang ve vykopávkách pokračoval, a to v letech 1946 až 1947, než je turecké úřady zastavily. Od roku 1993 je inicioval Veli Sevin a Isabella Caneva z univerzity v Lecce. Ta se věnuje průzkumu lokality více než čtvrt století.
V roce 1968 část lokality poničila povodeň, kterou způsobilo rozvodnění vedlejšího potoka. Poškozena byla západní strana naleziště.
Na základě průzkumů v této lokalitě bylo zjištěno, že olivy a fíky byly pěstovány na jižním pobřeží Anatolie dříve, než sem dorazila vinná réva.

## Struktura města
Dnes je odhadováno, že nejstarší souvislé osídlení zde existovalo v době okolo sedmého tisíciletí před naším letopočtem.
Při archeologických pracích bylo popsáno celkem 23 různých úrovní nálezů, které zde vznikaly v průběhu staletí. Popsána byla celá řada nástrojů, které se zde vyskytovaly, a to buď z kamene, nebo z keramiky. Dnes se v muzeích nacházejí i šperky, nalezené v této lokalitě nebo nástroje z obsidiánu. Obyvatelé původního sídla se zde věnovali chovu hospodářských zvířat (ovce, skot, kozy a prasata). Pozůstatky opevnění z doby okolo 4500 př. n . l. patří k nejstarším svého druhu nalezeným na světě. Domy byly postaveny na svazích vrcholku. Ve své době se nejspíše jednalo o osadu pobřežní, nicméně dnes se jedná o lokalitu vzdálenou 2,5 km od mořského břehu. Změnu nejspíš způsobilo hromadění nánosů z nedaleké řeky Efrenk. V roce 1200 př. n. l. zničil osadu rozsáhlý požár. Již v době existence Římské říše byl doložen přístav s názvem Zephyrium jižně od osady.

## Turistika
Turecké úřady plánují úpravu lokality a výstavbu návštěvnického centra a přednáškovým sálem. Vznikne tu muzeum pod širým nebem.